# František Chrappa
František Chrappa (16. července 1934 Svätý Jur - 1966 Žilina) byl slovenský silniční motocyklový závodník.

## Závodní kariéra
Rodák ze Svätého Juru závodil od roku 1957. Od roku 1958 patřil ve své třídě ke slovenské špičce. Na závodech v Hořicích získal dvě třetí místa v kategorii do 175 cm³. Tragicky zemřel při závodech v Žilině v roce 1966, kdy po technické závadě narazil na mokré trati do sloupu.

## Úspěchy
- 300 ZGH
  - 1962 3. místo do 175 cm³
  - 1965 3. místo do 175 cm³